# Łysokanie
Łysokanie [pronunciación en polaco: /wɨsɔˈkaɲe/] es un pueblo ubicado en el distrito administrativo de Gmina Kłaj, dentro del Condado de Wieliczka, Voivodato de Pequeña Polonia, en Polonia del sur. Se encuentra aproximadamente a 15 kilómetros al este de Wieliczka y a 26 kilómetros al este de la capital regional Cracovia.